# 戰神傳說
- 關於2012年发行的游戏合集，請見「戰神 傳說合輯」。

《戰神傳說》是一部1992年上映的香港武俠片。由洪金寶執導，陳佩華監製，元奎和程小東為動作導演，刘德华、梅艳芳和钟镇涛主演。本片由刘德华所有的天幕公司投巨资拍摄，然而香港票房只有1100多万，亏损巨大。

## 劇情
傳說在水中被遊魚豢養大的渔村村民阿飛，無意間結識了燕十三太子，兩人投緣，結成莫逆。燕十三於阿飛之漁村養傷之際，突見夺位的十四太子兵馬追杀尋至，阿飛率燕十三等人到一秘密皇陵匿藏，十三太子发现此地乃先皇陵墓，他望能與蘭陵國之首蘭陵君合作，共舉皇者之師拿回属于自己的皇位。阿飛則接令前往搭救蘭陵君及其女兒月牙兒。
阿飞携月牙儿赶赴皇陵与十三太子见面，路上遭遇一名黑衣人的追杀，阿飞也因此受伤，月牙儿为其疗伤的过程中两人产生感情。但无奈月牙兒與燕十三有婚約在先，二人不禁悵惘。后来那名黑衣刺客的真实身份竟然是十三太子身边的护法魔仙，她原本是燕十四身边之人，派她到燕十三身边是要借机除掉皇兄，燕十四责怪她迟迟没对燕十三下手，因为他不知道她已经爱上了十三殿下。
月牙儿抵达皇陵与燕十三汇合后，燕十三决定在秋分之日与她成亲，他赏赐阿飞任大将军之职但被向往自由自在生活的阿飞拒绝。月牙儿与阿飞决定断绝两人无果的情愫，她将自己那块玉玲珑送给了阿飞留作纪念，后来燕十三为感谢他也将自己那块玉佩送给了阿飞。一个夜晚燕十三身边的多人被杀，魔仙儿指责月牙儿与阿飞有私情想除掉月牙儿，月牙儿则对十三说怀疑魔仙是燕十四派来的奸细。
最后十四太子率领大批人马杀到渔村，致使89名渔民统统遇害。燕十四在与燕十三交手时，魔仙为救十三而死于十四之手。阿飞赶到与十四对战也身受重伤，所幸他得到海豚海威的赶来相助，最终十四被杀，可是月牙儿却因重伤也死在了阿飞怀里。

## 角色
| 演員   | 角色   | 粵語配音 | 備註 |
| 劉德華 | 阿飛   | 劉德華   | 漁村村長之子，與一隻虎鯨(凱哥)海威關係好，身負奇技，但漠視名利，與月牙兒相愛，最終月牙兒死在自己懷裡 部分對白：黃志成 |
| 鍾鎮濤 | 燕十三 | 鍾鎮濤   | 太子，與月牙兒有婚約，深愛著月牙兒                                                                                    |
| 梅艷芳 | 月牙兒 | 何錦華   | 蘭陵君之女，燕十三之未婚妻，與阿飛相愛，終死                                                                          |
| 張曼玉 | 魔仙兒 | 何嘉麗   | 燕十四派她到燕十三身边任護法的奸细，爱慕燕十三                                                                        |
| 王霄   | 燕十四 | 陳欣     | 太子，意圖篡位 |
| 張翼   | 蘭陵君 | 盧雄     | 蘭陵國之首，月牙兒之父                                                                                                |

## 主題曲
| 曲別   | 歌曲                 | 作詞 | 作曲 | 編曲   | 演唱   |
| ------ | -------------------- | ---- | ---- | ------ | ------ |
| 主題曲 | 《最自由是我和你》   | 黃霑 | 黃霑 | 雷頌德 | 劉德華 |
| 主題曲 | 《趁春濃為我展歡顏》 | 黃霑 | 黃霑 | 顧嘉煇 | 葉蒨文 |

## 雜記
- 阿飛尋問燕十三是何人，燕十三則遠眺大海自語道：「舊時王謝堂前燕，飛入尋常百姓家。」

—— 《烏衣巷》唐·劉禹錫
- 阿飛為月牙兒捉兔子，月牙兒念了半句「煢煢白兔，東走西顧」；直至會合燕十三後接下了後半句「衣不如新，人不如故」。

—— 《古豔歌》漢·無名氏